# Fabio Grosso
Fabio Grosso (Róma, 1977. november 28. –) olasz, volt válogatott labdarúgó, edző. Nős, felesége Jessica Repetto. Egy fiuk van, Filippo, aki 2006. szeptember 7-én született.

## Pályafutása

### Klubcsapatban
Grosso Rómában született. Miután lejátszott néhány szezont a megyei bajnokságban szereplő, amatőr státuszú Renato Curi együttesében, első profi csapata a Chieti volt a Serie C2-ben. Ekkor még támadó középpályásként játszott, és nem is maradt adós a gólokkal, az itt töltött 3 szezon alatt 17 gólt szerzett.
2001-ben a Perugiához szerződött, és 2003-ban e csapat színeiben mutatkozott be a válogatottban is.
A Perugiánál remek balhátvédet faragtak belőle, hasonló, mint Roberto Carlos da Silva, bejátssza az egész baloldalt, majdhogynem balszélső. Ezen kívül nagyon jó szabadrúgáslövő is.

### A válogatottban
Grosso 2003-ban debütált a válogatottban. A 2006-os vb előtt meggyőzte a válogatott szövetségi kapitányát, Marcello Lippit, hogy őt tegye be a tapasztalt Zambrotta helyére, aki, miután Grosso kitúrta a balhátvéd posztjáról, átkerült a jobb oldalra.
A válogatottban eddig 3 gólt szerzett. Az elsőt a 2006-os vb-selejtezőin, a skótok ellen, a másodikat - és talán a legfontosabbat- a 2006-os vb elődöntőjének hosszabbításában a németek ellen, míg a harmadikat a 2008-as Eb-selejtezőin a grúzok ellen 2:0-ra megnyert meccsen.
A nyolcaddöntőben, az ausztrálok ellen, a meccs vége felé betört a 16-oson belülre, ahol Lucas Neill próbálta becsúszva szerelni, ám ez nem sikerült, és Grosso, még ha el is találta Neill, elég könnyen megadta magát. Miután a bíró 11-esnek látta, a megítélt büntetőt Totti magabiztosan értékesítette, és 1:0-ra győzött az egyébként emberhátrányban lévő válogatott (Materazzit már korábban kiállították).
A már korábban említett, németek elleni elődöntőben, a rendes játékidő lejárta után, a 2*15 perces hosszabbításban, a 119. percben szerezte Grosso pályafutásának alighanem legfontosabb gólját. Ekkor a 16-os jobb sarkából mesterien csavart ballal Lehmann fölött a bal fölső sarokba. az ezt követő gólöröm, amikor eufórikus örömmel, a boldogságtól üvöltve futott vissza a saját térfelére, a szurkolókat egy korábbi legendára, Marco Tardellire emlékeztették.

## Edzőként
Visszavonulása után a Juventus utánpótlás képzésében kapott feladatot, két évig a tartalék csapat edzője volt. 2017 nyarán az AS Bari vezetőedzője lett. 2018. június 21-én a Hellas Verona edzője lett. 2019. november 5-én nevezték ki az olasz Brescia csapatának vezetőedzőjének, elődje Eugenio Corini volt. December 2-án menesztették gyenge teljesítmény miatt. 2020. augusztus 25-én a svájci Sion csapata élére került, de 2021. március 3-án távozott. Március 23-án bejelentették, hogy Alessandro Nesta helyét veszi át a Frosinone kispadján. 2023. szeptember 16-án a Lyon vezetőedzője lett. Október 29-én kórházba szállították, miután a Stade de Vélodrome felé tartó Marseille kődobáló szurkolói megtámadták az OL buszt. A két klub között aznap este lezajlott mérkőzést elhalasztották[forrás?].

## Sikerei, díjai
2006:Világbajnok az olasz válogatottal